# Kojmyran
Kojmyran är ett naturreservat i Dorotea kommun i Västerbottens län.
Området är naturskyddat sedan 1995 och är 3 kvadratkilometer stort. Reservatet omfattar Skalbergets sluttningar och delar av Kojmyran samt nedanför en nordöst sluttning Oxtjärnen. Reservatet består av våtmark och granskog med inslag av lövträd.